# Jakob Henle

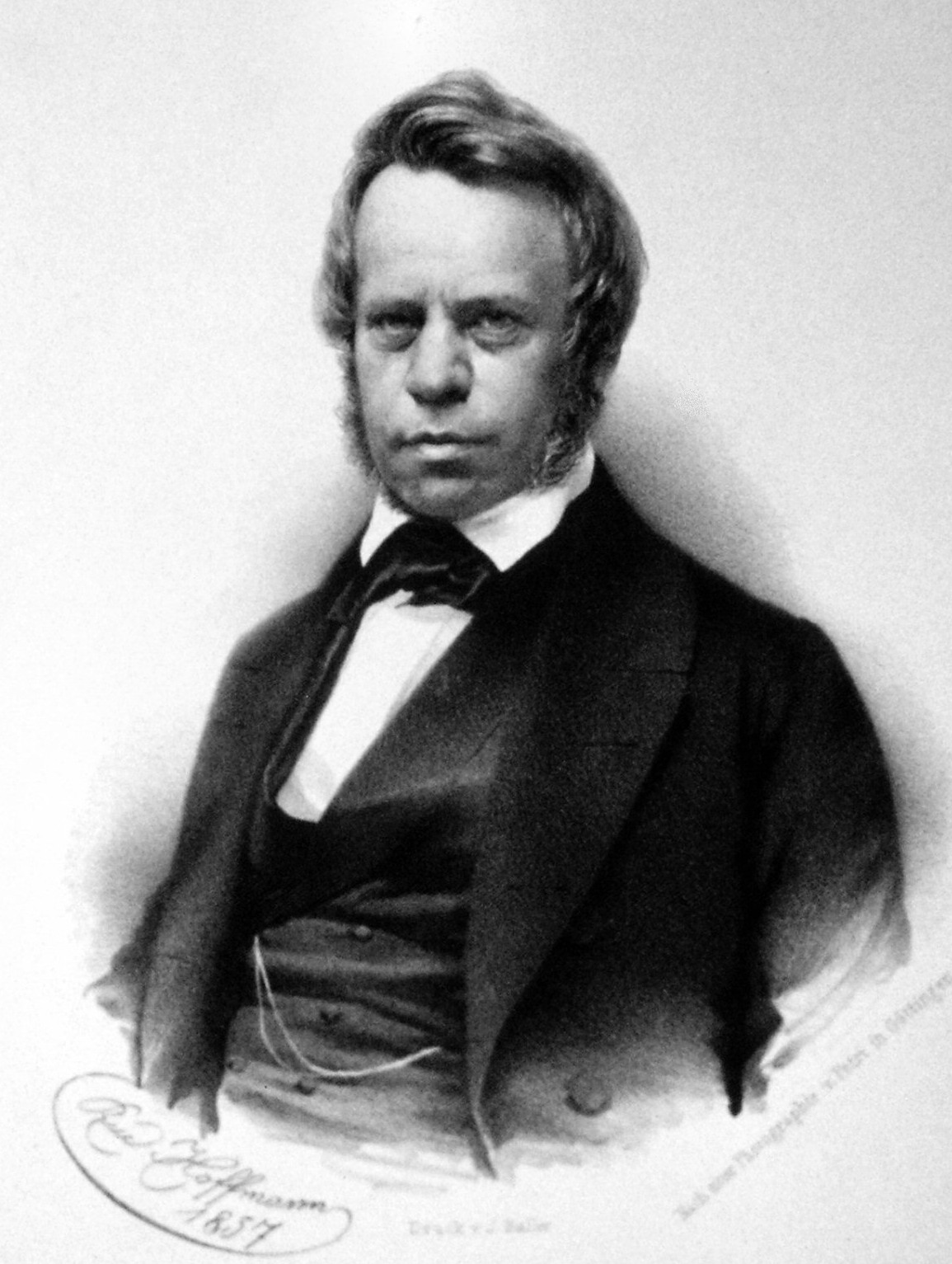
Jakob Henle, Lithographie von Rudolf Hoffmann, 1857

Friedrich Gustav Jakob Henle, kurz auch Jacob Henle (* 19. Juli 1809 in Fürth; † 13. Mai 1885 in Göttingen), war ein deutscher Anatom, insbesondere Histologe, und Pathologe. Er wirkte als Hochschullehrer in Berlin, Zürich, Heidelberg und Göttingen. Als Könner am Mikroskop entdeckte er die später nach ihm benannten Henleschen Schleifen in der Niere. In seinem Handbuch der systematischen Anatomie des Menschen findet sich die erste Darstellung von sich teilenden Zellkernen, allerdings noch ohne deren Deutung. Mit Karl Pfeufer war Henle um 1842 Begründer der mit der physiologischen Medizin verwandten rationellen Heilkunde. Zudem gab er mit Pfeufer ab 1844 die Zeitschrift für rationelle Medicin heraus.

## Leben

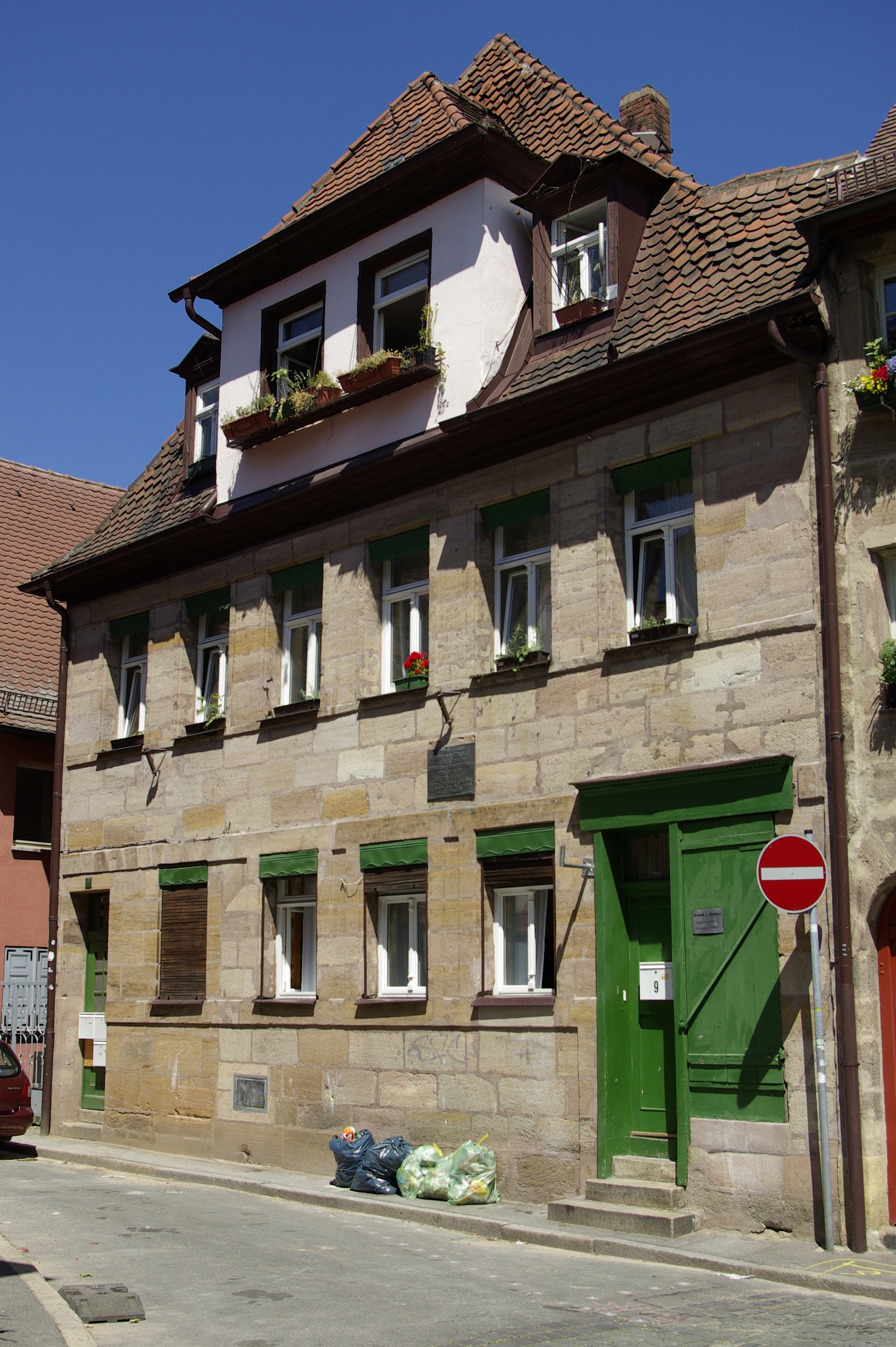
Jakob Henles Geburtshaus in Fürth

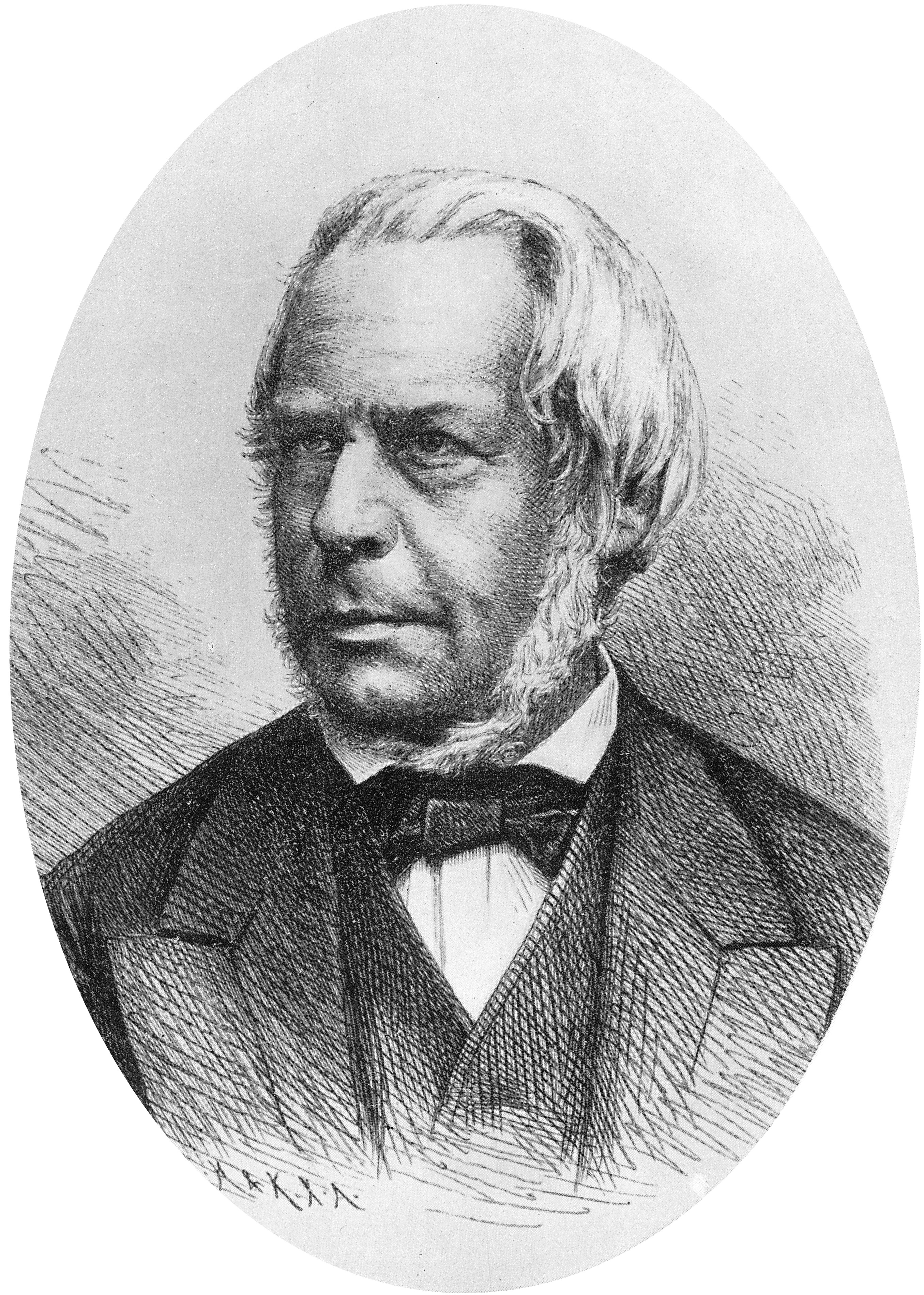
Jakob Henle

Jakob Henle wurde 1809 als Sohn einer angesehenen jüdischen Kaufmannsfamilie in Fürth geboren, sein Onkel war der Kaufmann Elkan Henle. Wegen der fehlenden Entwicklungsmöglichkeiten für jüdische Kinder in Bayern siedelte die Familie in das Rheinland über. Jakob Henle studierte ab 1827 in Bonn und, unter anderem bei dem Physiologen Johannes Müller, in Heidelberg Medizin. Mit Müller forschte er auch auf dem Gebiet der vergleichenden Anatomie im Jardin des Plantes.
Nach der Promotion 1832 wurde er Assistent, legte 1832/33 seine Staatsprüfung ab und wurde 1834 Prosektor am Institut für Anatomie und Physiologe in Berlin unter dem von Bonn weggegangenen Johannes Müller. Er kam jedoch wegen Beteiligung an der Bonner Burschenschaft zunächst zur Untersuchungshaft in die Berliner Hausvogtei, wurde zu einer sechsjährigen Haftstrafe verurteilt, aber mit Hilfe von Alexander von Humboldt begnadigt. Im Zuge der Demagogenverfolgung wurde er deswegen im Schwarzen Buch der Frankfurter Bundeszentralbehörde (Eintrag Nr. 664) festgehalten.
Im Jahr 1838 habilitierte Henle sich, war danach in Berlin als Dozent tätig und wurde 1840 als Professor für Anatomie und Physiologie an die Universität Zürich berufen. Er hielt dort eine Vorlesung über Gewebelehre. Er galt als ein Meister am Mikroskop und brachte die junge Wissenschaft der Histologie entscheidend voran. Nicht ohne Vorläufer entdeckte er 1844 die für die Diagnostik von Nierenkrankheiten bedeutsamen Harnzylinder. Er erkannte, dass die mittels des Mikroskops zu findenden Harnzylinder („schlauchförmige Faserstoffgerinnsel“) den Ausgüssen erkrankter Nierenkanälchen entsprechen.
Im selben Jahr folgte der Ruf an die Universität Heidelberg auf den zweiten ordentlichen Lehrstuhl für Anatomie und Physiologie. Es wurde ihm versprochen, dass er den Lehrstuhl seines Kollegen Friedrich Tiedemann würde übernehmen können, sobald dieser in den Ruhestand gegangen wäre. Zwischen Henle und Tiedemann kam es aber immer wieder zu großen Spannungen und Beleidigungen, in die sich 1849 sogar das Ministerium des Inneren einschalten musste, als es um die Planungsschritte eines neuen Anatomiegebäudes ging. In Heidelberg entstand Henles Handbuch der rationellen Pathologie, hier hielt er 1848 auch jenes berühmte anthropologische Kolleg, das einen seiner Hörer, den Schweizer Dichter Gottfried Keller, so sehr beeindruckte, dass er es in seinem Roman Der grüne Heinrich beschrieb. Mit der Novelle Regine setzte Keller zudem der ersten Ehefrau von Henle, Elise Egloff, ein literarisches Denkmal. 1849 übernahm Henle das Direktorat des anatomischen Instituts.
Henle übernahm dann 1852 die Leitung des Instituts für Anatomie der Universität Göttingen. Dort lebte, forschte und lehrte er bis zu seinem Tod im Jahre 1885. 1853 wurde er zum ordentlichen Mitglied der Göttinger Akademie der Wissenschaften gewählt. Im Jahre 1855 vollendete er den ersten Band seines berühmten Werkes Handbuch der systematischen Anatomie des Menschen, dessen anatomische Abbildungen vor allem auf den präparatorischen Arbeiten seines, auch für den Wiener Anatomen Josef Hyrtl tätigen, Assistenten Ludwik Teichmann beruhen. Im Jahr 1858 wurde er zum Mitglied der Leopoldina gewählt.
Einen entscheidenden Beitrag leistete Henle auch zur Anatomie, Histologie und Pathologie der Nebennierenrinde durch die Entwicklung der Färbung mit chromsaurer Kalilösung 1865.
Henle, der die Malaria und andere ansteckende Krankheiten als durch mikroskopisch kleine Lebewesen hervorgerufen ansah, prägte 1839 die Begriffe Contagium vivum bzw. Contagium animatum und damit auch die Theorie von Mikroorganismen als Ursache von Infektionskrankheiten. Dementsprechend sind die Grundregeln der Definition eines Krankheitserregers, die Henle-Koch-Postulate, nach ihm und seinem Schüler Robert Koch benannt. Ein weiterer Schüler Henles war (in Berlin) auch Albert von Koelliker.
Jakob Henles Sohn Adolf Henle wurde Chirurg und Professor an der Universität Breslau und später Chefarzt am Luisenhospital in Dortmund. Seine Tochter Elise war mit dem Historiker Franz Rühl verheiratet. Der Geograph Alfred Rühl war sein Enkel.
Eine Gedenktafel wurde bereits vor 1888 an Jakob Henles früherem Wohnhaus in Göttingen angebracht, jedoch 1942 in der Zeit des Nationalsozialismus wegen seiner jüdischen Herkunft entfernt. Nach dem Kriege wurde die Gedenktafel erneut angebracht. Auch am Geburtshaus Henles in der Helmstraße 9 in Fürth befindet sich eine Gedenktafel. Das anatomische Institut zu Heidelberg ehrt Henle mit einer Büste im ersten Obergeschoss vor dem Präpariersaal. Die medizinische Fakultät der Universität Göttingen verleiht ihm zu Ehren jährlich die Jacob-Henle-Medaille. Ein medizinisches Zentrum in Lünen nennt sich Jakob Henle Haus, gleichfalls ein Dialysezentrum in Fürth, das auch das Dialysemuseum Fürth beherbergt.

## Schriften (Auswahl)
- De membrana pupillari, aliisque oculi membranis pellucentibus. Weber, Bonn 1832. (Digitalisat)
- Symbolae ad anatomiam villorum intestinalium, imprimis eorum epithelii et vasorum lacteorum. Hirschwald, Berlin 1837. (Digitalisat) Medizinische Habilitation.
- Handbuch der systematischen Anatomie des Menschen. 3 Bände. Vieweg, Braunschweig 1856–1873. (Digitalisat Band 1,1), (Band 1,2), (Band 1,3), (Band 2), (Band 3,1), (Band 3,2)
- Ueber Narcine, eine neue Gattung electrischer Rochen. Nebst einer Synopsis der electrischen Rochen. Eichler, Berlin 1834 (doi:10.5962/bhl.title.6737 Digitalisat)
- Vergleichend-anatomische Beschreibung des Kehlkopfs: mit Berücksichtigung des Kehlkopfs der Reptilien. Leopold Voss, Leipzig 1839 (doi:10.5962/bhl.title.64345 Digitalisat)
- Von den Miasmen und Kontagien und von den miasmatisch-kontagiösen Krankheiten. 1840. In: F. Marchand (Hrsg.): Sudhoffs Klassiker der Medizin und der Naturwissenschaften. Leipzig 1910; erneut Leipzig 1968
- Handbuch der rationellen Pathologie. 2 Bände. Vieweg, Braunschweig 1846–1847. (Digitalisat Band 1), (Band 2,1), (Band 2,1,1), (Bannd 2,2)
- Systematische Beschreibung der Plagiostomen (mit Johannes Müller). Veit, Berlin 1841 (doi:10.5962/bhl.title.6906 Digitalisat)
- Über das Erröthen. Schottländer, Breslau 1882.